# 화만
화만(花鬘)은 삼국지 관련 《경극》에만 등장하는 가공 인물로, 맹획(孟獲)과 축융(祝融)의 딸이며 관색(關索)의 부인이다. 포삼랑과는 또다른 관색의 부인이다.
225년, 운남(雲南)을 원정 온 관색(關索)과 싸우다 포로가 되었고, 서로에게 끌렸다. 맹획(孟獲)이 촉나라에 항복 하였을 때 관색과 혼례를 치렀다고 한다.